# Pánico de 1884

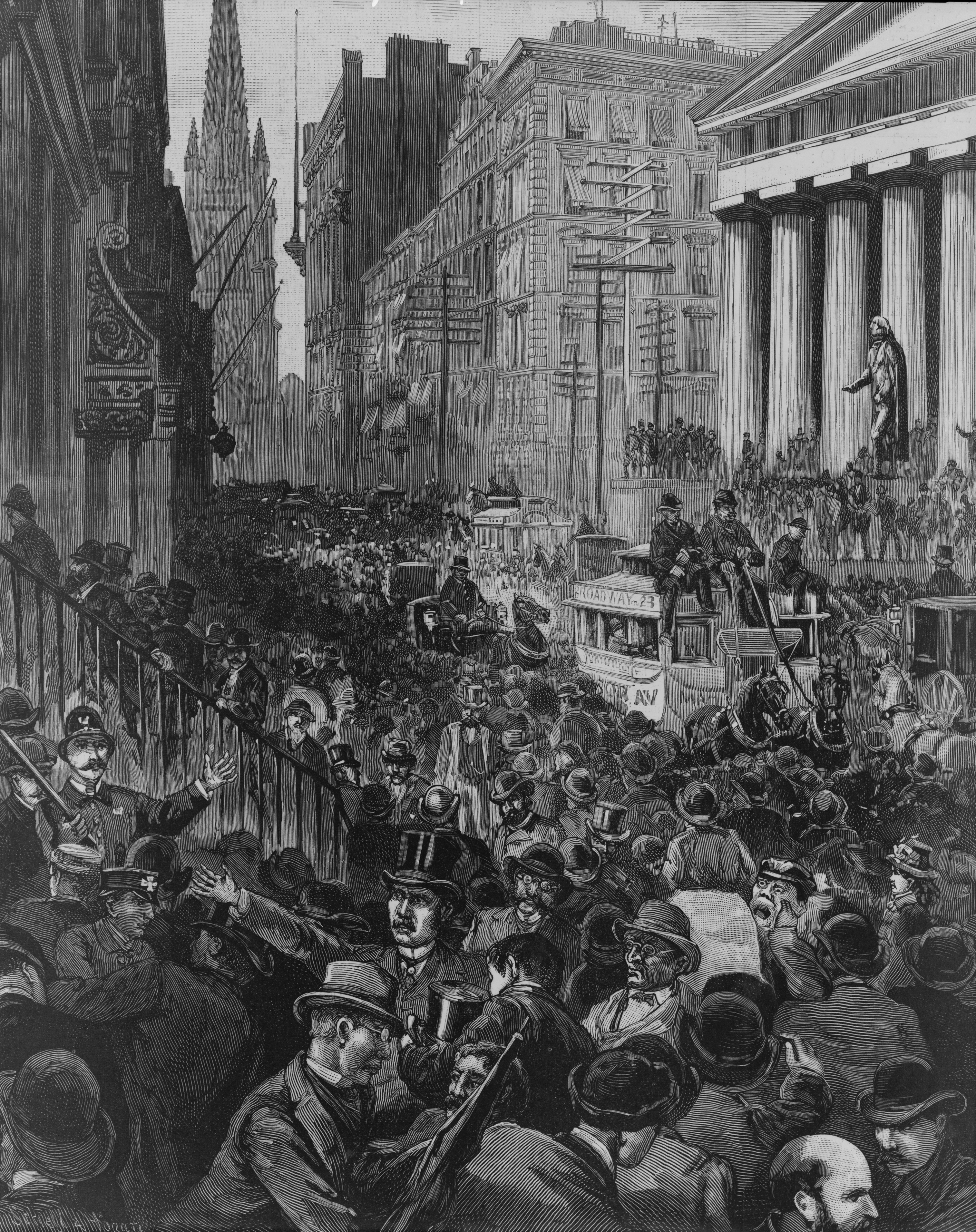
Una ilustración del semanario Harper's Weekly que representa la mañana del 14 de mayo de 1884 en Wall Street.

El pánico de 1884 fue una crisis económica durante la Depresión de 1882-1885. Fue un estallido inusual porque golpeó al final y no al comienzo de la recesión. El pánico creó una escasez de crédito que condujo a un declive económico significativo en los Estados Unidos, convirtiendo la recesión en una depresión persistente.

## Antecedentes
A finales del siglo XIX, las reservas de oro de Europa, a medida que aumentaba la demanda, se fueron reduciendo de manera significativa. Entre 1882 y 1884, se exportaron más de $ 150 millones de dólares en oro de los Estados Unidos. Los bancos nacionales de la ciudad de Nueva York detuvieron las inversiones en el resto de los Estados Unidos y reclamaron los préstamos pendientes.
El pánico de 1873 también fue un factor a tener en cuenta. Presente aún en las conciencias, el pánico de 1873 había sido causado por prácticas abusivas, como bonos especulativos o el rápido crecimiento del crédito para financiar la construcción de infraestructuras. Parte de la sobreextensión del crédito antes de 1873 fue para los ferrocarriles, particularmente el ferrocarril Northern Pacific, que fue financiado por Cooke & Co. Además, la quiebra de los bancos en 1873 socavó la confianza que la gente tenía en el sistema bancario estadounidense.

## Quiebras
La quiebra de varios bancos desencadenó el llamado pánico de 1884. Si alrededor de 1880, Ferdinand Ward y Ulysses “Buck” Grant Jr, hijo del expresidente Ulysses S. Grant, se unieron para formar Grant and Ward, una firma de corretaje, Ward hizo una serie de malas inversiones. Para arreglarlo, modificó los libros para que pareciera que la empresa seguía ganando dinero. Luego recaudó dinero a través de un esquema Ponzi, prometiendo a los inversores un retorno de la inversión del 10% mensual, que procedía de los pagos de nuevos inversores. Además del capital de los inversionistas, la firma fue financiada en parte por el Marine National Bank of New York City de James Fish. El Marine National Bank había tomado un préstamo de $1,6 millones de dólares de la ciudad. En abril de 1884, el contralor de la ciudad redujo los depósitos municipales en el banco, lo que provocó la quiebra de la entidad y la exposición pública del plan de Ward.
En mayo de 1884, las dos empresas, Marine National y la firma de corretaje Grant and Ward, quebraron cuando las inversiones especulativas de sus propietarios perdieron valor. La quiebra de Grant and Ward y Marine National Bank of New York City dio lugar al pánico de 1884. Cuando las empresas colapsaron, tuvo un efecto dominó en Wall Street, lo que provocó la quiebra de otras empresas.

#### Huida de John Chester Eno
Otra de las causas del pánico fue la malversación de más de $ 3 millones de dólares del Second National Bank por parte de John Chester Eno. El desfalco fue noticia en todo el país y su protagonista huyó a Canadá después de que el banco se quedara sin dinero. A la luz de la situación, un gran número de depositantes corrieron al banco para retirar sus depósitos. Por suerte, el padre del inversor huido, Amos Eno, reemplazó el dinero que su hijo había robado.

## Consecuencias
El pánico, sin embargo, se contuvo en los bancos de la ciudad de Nueva York. El Metropolitan National Bank cerró después de que se filtrara el rumor de que su presidente había pedido dinero prestado al banco para usarlo en valores ferroviarios. Esta afirmación, que se demostró luego que era falsa, y los vínculos financieros con los bancos de su entorno, generó una honda preocupación entre las entidades financieras y el público en general. El rumor comenzó a extenderse por todas las entidades bancarias de Nueva Jersey y Pensilvania, pero fue contenido rápidamente. La Cámara de Compensación de Nueva York examinó minuciosamente al banco Metropolitano y lo consideró solvente. En efecto, la Cámara de Compensación anunció que Metropolitan National Bank era solvente y le prestó $3 millones de dólares para que pudiera soportar la situación y no quebrara. Esta maniobra garantizó a los clientes sus inversiones y al público en general que su dinero estaba seguro, por lo que el pánico llegó a su fin.

## Responsabilidades
Algunas personas culparon a la Cámara de Compensación de Nueva York de dejar de publicar información veraz sobre el banco, junto con otras acciones, ya que se considera que ha aliviado la necesidad de suspender la convertibilidad. Se argumenta que esto se evidencia en la forma en que el pánico se limitó en gran medida a Nueva York.